# Polygonatum
Genre
Classification APG III (2009)
Polygonatum est un genre de plantes herbacées monocotylédones. Il appartient à la famille des Liliaceae selon la classification classique. La phylogénie moléculaire le place dans la famille des Ruscaceae (APG II), puis dans les Asparagaceae (APG III).
D'autres classifications l'ont placé dans la famille des Convallariaceae.
Les espèces de ce genre sont généralement appelées « sceaux de Salomon »

## Description
Ce sont des plantes rhizomateuses : la tige souterraine s'allonge chaque année. En avril, une tige aérienne se développe pour atteindre une hauteur d'environ 70 cm. La cicatrice laissée par la tige aérienne fanée laisse une marque mimant un sceau en particulier celui de Salomon sur le rhizome qui lui est permanent.
Les tiges sont rondes ou anguleuses. Les feuilles sont alternes ou verticillées, les fleurs sont solitaires ou par groupes à l'aisselle des feuilles, la corolle tubuleuse se termine par 6 petits lobes.

## Liste d'espèces
Au total, il en existe une soixantaine d'espèces dans le monde
- Polygonatum biflorum (Walter) Elliott
- Polygonatum cirrhifolium (Wall.) Royle
- Polygonatum cyrtonema Hua
- Polygonatum falcatum A.Gray
- Polygonatum hirtum (Bosc ex Poir.) Pursh - sceau de Salomon à larges feuilles
- Polygonatum ×hybridum Brügger (= Polygonatum multiflorum × Polygonatum odoratum)
- Polygonatum inflatum Kom.
- Polygonatum involucratum (Franch. & Sav.) Maxim.
- Polygonatum kingianum Collett & Hemsl.
- Polygonatum lasianthum Maxim.
- Polygonatum macropodum Turcz.
- Polygonatum multiflorum (L.) All. -  sceau de Salomon multiflore
- Polygonatum odoratum (Mill.) Druce - sceau de Salomon odorant
- Polygonatum orientale Desf.
- Polygonatum pubescens (Willd.) Pursh - sceau de Salomon pubescent
- Polygonatum sibiricum F.Delaroche
- Polygonatum verticillatum (L.) All. - sceau de Salomon verticillé

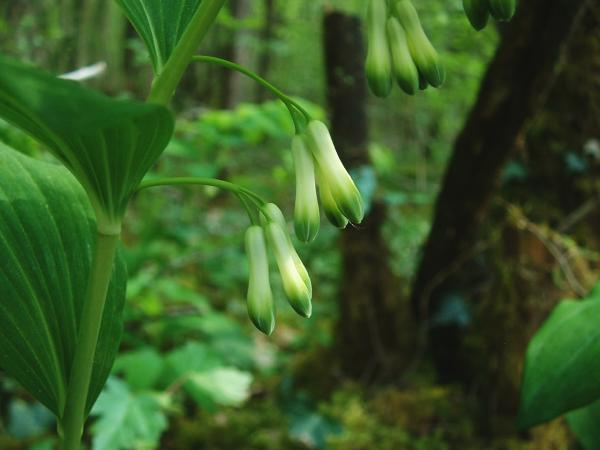
Polygonatum multiflorum